# Ellis-Fjord
Der Ellis-Fjord ist ein langer und schmaler Fjord an der Ingrid-Christensen-Küste des ostantarktischen Prinzessin-Elisabeth-Lands. Er liegt zwischen der Breidnes-Halbinsel und der Mule-Halbinsel in den Vestfoldbergen.
Norwegische Kartografen kartierten ihn anhand von Luftaufnahmen, die bei der Lars-Christensen-Expedition 1936/37 entstanden, als eine Bucht mit dahinterliegendem See, die sie Mulvik (deutsch: Maulbucht) und Langevatnet (deutsch: Langer See) benannten. Der US-amerikanische Kartograf John H. Roscoe wies anhand von Luftaufnahmen der Operation Highjump (1946–1947) nach, das eine Verbindung zwischen beiden Gewässern existiert. Namensgeber der heute gültigen Benennung ist der US-amerikanische Fotograf Edwin E. Ellis (* 1924), der für die Luftaufnahmen der Operation Highjump zuständig war.